# Droga wojewódzka nr 920
Droga wojewódzka nr 920 (DW920) – droga wojewódzka w województwie śląskim przebiegająca przez powiat raciborski i miasto Rybnik o długości 13 km, łącząca Rudy (DW919) z Rybnikiem (DK78, DW935). Droga wojewódzka nr 920 wraz z drogami wojewódzkimi nr 425 i 408 stanowi także najkrótsze połączenie Rybnickiego Okręgu Węglowego z Kędzierzynem-Koźlem.

## Miejscowości leżące przy trasie DW920
- Rudy (DW919)
  - Paproć
- Rybnik
  - Stodoły
  - Chwałęcice
  - Orzepowice
  - Wawok
  - Maroko-Nowiny (DK78, DW935)